# AMBER
AMBER (Assisted Model Building with Energy Refinement) – pole siłowe stworzone przez zespół Petera Kollmana na University of California. Podobnie jak w przypadku wielu innych pól siłowych, nazwa (AMBER) odnosi się również do pakietu umożliwiającego np. przeprowadzenie dynamiki molekularnej. Pakiet AMBER, w odróżnieniu np. od pakietu CHARMM, jest oprogramowaniem zamkniętym i ma charakter komercyjny.